# Liste portugiesischer Komponisten klassischer Musik
Hier werden portugiesische Komponisten klassischer Musik alphabetisch aufgeführt. Die Liste erhebt keinen Anspruch auf Vollständigkeit.

## Liste
- José Francisco Acuña (1780–1828)
- António Victorino de Almeida (* 1940)
- Francisco António de Almeida (1702–1755)
- Pedro de Araújo (1640–1705)
- Pedro Avondano (1714–1782)
- João Domingos Bomtempo (1775–1842)
- Joly Braga Santos (1924–1988)
- Estêvão de Brito (um 1570–1641)
- Pedro Caldeira Cabral (* 1950)
- Manuel Cardoso (1566–1650)
- Eurico Carrapatoso (* 1962)
- António Carreira (1520/30–1587/97)
- Álvaro Cassuto (* 1938)
- Manuel Rodrigues Coelho (um 1555 – um 1635)
- Ruy Coelho (1889–1986)
- Guilherme Cossoul (1828–1880)
- Pedro de Cristo (1545/50–1618)
- Alexandre Delgado (* 1965)
- Manuel Durão (* 1987)
- Pedro de Escobar (1465/70 – nach 1535)
- Giuseppe Ferlendis (1755–1810)
- Gaspar Fernandes (1566–1629)
- Miguel da Fonseca (fl. um 1540)
- António Fragoso (1897–1918)
- Luís de Freitas Branco (1890–1955)
- Frederico de Freitas (1902–1980)
- Giovanni Giorgi (1690–1762)
- André da Silva Gomes (1752–1844)
- António da Silva Leite (1759–1833)
- Alfredo Keil (1850–1907)
- Francisco de Lacerda (1869–1934)
- Duarte Lobo (um 1565–1646)
- Fernando Lopes-Graça (1906–1994)
- Augusto Machado (1845–1924)
- Filipe de Magalhães (um 1571–1652)
- Martim Codax (13. Jahrhundert)
- Diogo Dias Melgás (1638–1700)
- Manuel Mendes (um 1547–1605)
- Arthur Napoleão (1843–1925)
- Emmanuel Nunes (1941–2012)
- Heliodoro de Paiva (um 1500–1552)
- Marcos António Portugal (1762–1830)
- Ernesto Rodrigues (* 1959)
- Francisco de Santiago (um 1578–1644)
- Pedro Santos Figueira (* 1979)
- Bernardo Sassetti (1970–2012)
- Carlos Seixas (1704–1742)
- David de Sousa (1880–1918)
- João de Sousa Carvalho (1745–1799)
- António Teixeira (1707–1769/74)
- Bartolomeo Trosylho (um 1500 – um 1567)
- António Pinho Vargas (* 1951)
- Amílcar Vásques Días (* 1945)
- José Vianna da Motta (1868–1948)